# Tomás Dávila
Tomás Dávila fue un escritor y monje agustino de fines del siglo XVII y comienzos del siglo XVIII.

## Biografía
Poco se sabe sobre él; en el prólogo a sus Deleytes del espíritu se dice de él que «nació en la villa de Alcázar de San Juan, provincia de Ciudad Real, y sus padres fueron Sancho Dávila y Ana del Barco. Vistió el hábito de San Agustín en San Felipe el Real el 10 de noviembre de 1670. Puede colegirse su aprovechamiento y amor a las letras del Memorial que, siendo Regente de Teología en Doña María de Aragón de Madrid, presentó al Definitorio exponiendo los deseos de emplear su talento y noticias en servicio de la Provincia, por lo que le suplicaba le nombrasen su cronista. Lo cual le fue concedido; Y el P. Dávila acreditó su laboriosidad ya por el Magisterio que se le confirió el año 1701, ya también por el testimonio de las obras que compuso». En estas obras figuran además algunos de los cargos que ostentó: lector de teología del convento de N. P. S. Agustín de Ciudad Rodrigo, maestro de estudiantes en el Colegio de doña María de Aragón de Madrid (1687) y lector jubilado (1699). Se ignora la fecha de su muerte.
Entre sus obras destaca el ya citado Deleytes del espíritu...  (1803 y 1804), obra póstuma en dos volúmenes y en forma de diálogo entre Philidón y Eusebio (nombres que en griego significan "amador de deleites" y "piadoso") y en el cual el primer personaje representa la actitud y valores del autor en defensa de los valores del alma frente a los del cuerpo.
El lenguaje es sereno, equilibrado, sin conceptismos ni cultismos gongorinos: es una prosa clásica y aticista que toma por referente los diálogos De los nombres de Cristo del también agustino fray Luis de León. Sirva de ejemplo este fragmento:
El conocimiento de una cosa no es lo que más agrada, sino el amor de ella. Verdad es que, cuanto más conocimiento se tiene, se tiene más amor; y cuanto más amor se tiene, más la cosa agrada y se gusta de ella. Y como el conocimiento aumenta el amor, así el amor fortifica y eleva también el conocimiento; porque amando una cosa nos llevamos mucho más fácilmente a tener muy presto un entero conocimiento de ella y a gustarla bien. Así los que aman el estudio se hacen muy presto sabios, y los que no le aman quedan siempre ignorantes (Deleytes del espíritu, I: "Del deleite de las artes", pp. 192-193).
En el Epinicio sagrado, compuesto con ocasión de dedicar una capilla que los marqueses de Cerralbo reedificaron en Ciudad Rodrigo a San Andrés por haber destruido un rayo la que antes había, se incluyen dos disertaciones sobre el origen de los templos y el origen de la poesía, llenas de erudición profana y sagrada. Lo restante no se reduce a otra cosa que a extender o hacer una relación de las funciones que se hicieron por la dedicación. En el mismo año imprimió en Salamanca un Sermón sobre la toma de Buda y en Madrid las Vidas de San Furseo y de las Santas Eudocia y Rita en los años 1699 y 1705. Menos conocidas son las obras manuscritas a las que se alude en el prólogo de sus póstumos Deleytes del espíritu, que aún había en la Biblioteca Complutense Agustiniana: Apología por el Duque de Aquitania San Guillermo; doce Vidas de Santos del Orden de San Agustín y en especial una obra sobre las guerras de los cristianos en la que habla con erudición sólida así profana como sagrada del origen de ellas: solicitud y precauciones, que en las guerras deben tomarse para evitar los desórdenes a que por la avaricia de los soldados solían estar expuestas.

## Obras
- Al Santísimo Sacramento. Oración Evangélica predicada el día de la octava del Corpus a la Orden de Santiago asistida de la Católica Magestad del Rey nuestro señor, recién casado, en el Real convento de San Felipe, Orden de Nuestro Padre San Agustin. Madrid: Impr. del Reino, 1690.
- Deleytes del espíritu, del maestro fray Tomás Dávila, agustiniano. Obra pósthuma. Tomo Primero. Madrid: Fuentenebro y Compañía, 1803. XXIV, 328 p.
- Deleytes del espíritu, del maestro fray Tomás Dávila, agustiniano. Obra pósthuma. Tomo segundo. Madrid: Fuentenebro y Compañía, 1803. 300 p.
- Epinicio sagrado, certamen olímpico aúreo en la solemne dedicación de la insigne capilla que al glorioso apóstol San Andrés, Patrón de su casa de Cerralvo, erigió el Eminentisimo Señor Don Francisco Pacheco, primer Arzobispo de Burgos, Protector de España, de la Inquisición general y Virrey de Nápoles. Salamanca: Lucas Pérez,1687. 502 p.
- Historia y vida del admirable y estático San Furseo, príncipe heredero de Irlanda, apóstol de muchos reinos y naciones. Maestro sapientísimo de Reyes, y Ministro y monge antiquísimo del Orden de N. P. S. Agustin. Madrid: Lucas Antonio de Bedmar, 1699. 380 p.
- Sermón sobre la toma de Buda, 1687.
- Vida y milagros de la gloriosa Santa Rita de Casia, del Orden de los ermitaños de San Agustin. Madrid: Francisco Sanz, 1705. 246 p.
- Vida y pasión de la santa mártir Eudocia, samaritana, sacada de sus antiquísimas actas por el P. Fr... Madrid: Lucas Antonio de Bedmar,1699. 222 p.
- Apología por el Duque de Aquitania San Guillermo, manuscrito inédito
- Vidas de Santos del Orden de San Agustín, manuscrito inédito
- [Sobre las guerras de los cristianos], manuscrito inédito.